# Josh Matheny
Josh Matheny (Pittsburgh, 16 ottobre 2002) è un nuotatore statunitense, specializzato nella rana.

## Biografia
Ha vinto un oro e due bronzi ai mondiali in vasca lunga tra il 2023 ed il 2025, tutti in staffetta.

## Palmarès
- Mondiali

Fukuoka 2023: oro nella 4x100m misti, bronzo nella 4x100m misti mista.
Singapore 2025: bronzo nella 4x100m misti.
- Mondiali giovanili

Budapest 2019: oro nei 200m rana e nella 4x100m misti mista, argento nei 100m rana e nella 4x100m misti.